# Los Hoyos de Gibara
Los Hoyos es una pequeña comunidad ubicada a unos 2 km de la Ciudad de Gibara, Cuba.

## actualidad
La Población es básicamente campesina, aunque a partir de 1959, después del triunfo de la Revolución Cubana, poco a poco se ha ido incrementando la población obrera y universitaria. 
En la zona existe una escuela rural, que da cobertura a más de 50 estudiantes de primaria.
La comunidad está rodeada por bosques, que constituyen una de las principales áreas boscosas del municipio de Gibara, la fauna es rica, podemos encontrar diferentes especies de aves: Sinsonte, Zorzal, Zunzun, Paloma, Tojosa, Tiñosa, entre otras muchas.
Es en esta zona que se encuentra también El Catuco, uno de los principales exponetes de la arqueología en el municipio.
- Datos: Q5979810